# 雷澤克內
雷澤克內是拉脫維亞東部拉特加爾地區的中心城市，位於首都里加以東242公里。2021年人口数量为26,839人。